# غادة رجب
غادة رجب (26 ديسمبر 1979 -)، مغنية مصرية؛ ذاع صيتها عربياً بعد أغنية وحياتي في عام 2002م. والدها هو الدكتور رضا رجب العازف المعروف على آلة الكمان وعميد المعهد العالي للموسيقى العربية سابقا وأمها خريجة كلية التربية الموسيقية.

## مشوارها الفني
بدأت في عالم الغناء منذ ان كانت طفلة في سن الثامنة، لقبت وهي طفلة بالطفلة المعجزة لما تملكه من موهبة كانت تفوق عمرها بسنوات وتغنت بأصعب الأغاني وكان أول ظهورها في عيد القمح وغنت رائعة موسيقار الأجيال محمد عبد الوهاب ثم كانت أول أغنية خاصة بها وكانت اسم أول ألبوماتها يا خسارة أثناء حرب الخليج التي كان لها بالغ الأثر في مصر والعالم العربي.
شاركت في طفولتها في العديد من الحفلات وكان لها علامات كثيرة منها العيد السنة دي ورمضان كريم وأنا م البلد دي وأغنية الشهادة شيماء شهيدة الاٍرهاب وأوبريتات أعياد الطفولة منها أوبريت الأمثال الشعبية وأوبريت حورس.
تعاونت غادة مع أكبر الملحنين والشعراء في مصر والعالم العربي أمثال: بليغ حمدي، محمد الموجي، سيد مكاوي، حلمي بكر، عمار الشريعي، سلامي شاهين، عمر خيرت، رضا رجب، محمد علي سليمان، كاظم الساهر، إاياس رحباني، إحسان المنذر والشعراء نزار قباني، عبد الوهاب محمد، سمير الطاير، سيد حجاب، جمال بخيت، عبد السلام أمين، صلاح فايز، بهاء الدين محمد، عماد حسن، عرض بدوي، أيمن بهجت قمر وأمير طعيمة وحصلت غادة علي العديد من الجوائز علي مر تاريخها الفني.
تعتبر هي أول مطربة مصرية عربية تغني باللغة التركية وحققت نجاحا في تركيا وتعاونت مع أكبر الملحنين والشعراء والموزعين والموسيقيين هناك أمثال سلامي شاهين وعازف الكلارينيت التركي العالمي حسنو وحصلت علي أكثر من جائزة كونها أول مطربة مصرية عربية تغني باللغة التركية ولقبت بالجسر الثقافي الفني مابين مصر وتركيا.

### حياتها الأسرية
في يناير 2020 تزوجت من الشاعر حسن عبد الله.

## ألبومات
| الألبوم        | العام  | المنتج |
| -------------- | ------ | ------ |
| صورتي          | (2012) | مزيكا  |
| فكرك بقدر      | (2005) | روتانا |
| أوقات بحن      | (2002) | روتانا |
| لماذا          | (1999) | روتانا |
| أحلام البنات   | (1998) | روتانا |
| الرسيل         | (1997) | الأفق  |
| حبيبى وتجرح في | (1995) | الأفق  |
| لا يا بنتاغون  | (1994) | الأفق  |

### أغاني مصورة
| الأغنية             | المخرج               | المنتج                         | العام |
| ------------------- | -------------------- | ------------------------------ | ----- |
| إبعد عني يابن الناس | وائل فهمي عبد الحميد | روتانا                         | 1996  |
| زمان                | وائل فهمي عبد الحميد | روتانا                         | 1996  |
| إحنا مش لبعض        | محمد أبو العينين     | روتانا                         | 1996  |
| وأنا مالي           | محمد العجمي          | صوت القاهرة للصوتيات والمرئيات | 1999  |
| لماذا               | ساندرا               | صوت القاهرة للصوتيات والمرئيات | 1999  |
| وحياتي              | أشرف شيحة            | روتانا                         | 2002  |
| اوقات بحن           | ميساء عارف           | روتانا                         | 2003  |
| صورتي               | قوبلاي كساب          | مزيكا                          | 2012  |
| أوي أوي             | ساندرا               | مزيكا                          | 2012  |

## التمثيل

### في التلفزيون
| سنة الإنتاج | اسم المسلسل | الشخصية      |
| ----------- | ----------- | ------------ |
| 2006        | السندريلا   | نجاة الصغيرة |

### في المسرح
| سنة الإنتاج | المسرحية       | الشخصية |
| ----------- | -------------- | ------- |
|             | العشوئيات      |         |
|             | نصي التاني     |         |
|             | السلوك الحضاري |         |
|             | غزل البنات     |         |